# Sør-Aurdal
Sør-Aurdal er en kommune i Innlandet fylke i Norge. Den grænser i nord til Nord-Aurdal og Etnedal, i nordøst til Nordre Land, i øst til Søndre Land, i syd til Ringerike og Flå, og i vest til Nes og Gol. Højeste punkt er  Ørneflag der er 1.243 moh.
Kommunen ligger i landskapet Valdres i det centrale Syd-Norge, mellem Hallingdalen og nordre del af landskapet Land og Ringerike.

## Befolkning
Folketallet (2.963 indb. 2019) har været faldende siden 2. verdenskrig, da kommunen havde næsten 4.200 indbyggere.
Sør-Aurdal er opdelt i fem sogne: Bagn (1.534 indb.), Reinli (433 indb.), Leirskogen (? inb.), Begnadalen (525 indb.) og Hedalen (751 indb.), i alt 3 242 indbyggere. Folk fra disse bygder kaldes henholdsvis begninger, reinlinger, begnadøler og hedøler eller hedølinger.
Kommunecenteret er Bagn med 609 indbyggere.

## Sprog
Fra gammel tid går der en tydelig sproggrænse mellem de nordlige og sydlige bygder i Sør-Aurdal: I Bagn og Reinli snakkes valdresmål (sprog), og i kirken og skolen er sprogformen nynorsk. I Hedalen og Begnadalen, derimod, snakkes som i Ringerike, og der bliver bokmål brugt i kirke og skole.

## Geografi
Det ligger flere store søer i kommunen, de største er Aurdalsfjorden (delt med Flå), Nevlingen (delt med Flå) og Strøen (delt med Nes), Hølervatnet og Høvren (delt med Nes og Gol) i Vassfaret, der er et stort skov- og fjeldområde mellem Hallingdal og Valdres; Søre Buvatnet i Buvassfaret. Fra Aurdalsfjorden løber Aurdøla ned i Urula som kommer ned i bygden Hedalen. Urula løber ud i Sperillen. Fra Hølervatnet løber elven Hølera ned til Begna ved byen Hølera. Lidt længere nordøst i kommunen løber Reina (elv) ned i Begna nord for Bagn.
Elven Hølera, og dalstrøgene Vassfaret og Buvassfaret er fredet mod kraftudbygning.

## Historie
1805 blev Aurdal prestegjeld opdelt i Nord-Aurdal og Sør-Aurdal. Da Norge blev inddelt i kommuner i 1837 kom grænserne for kommuner og prestegjeld oftest til at blive identiske, og sådan var det også i Valdres.
1894 blev Etnedal oprettet som prestegjeld og kommune ved fradeling af Bruflat sogn fra Sør-Aurdal og Nord-Etnedal sogn fra Nord-Aurdal.
Fra da af har grænserne været stort set uændrede, men 1984 blev en ubeboet del af Sør-Aurdal (Makalausfjellet) overført til Nord-Aurdal.
På Bangsmoen er der en intakt butik fra 1881, som i sin tid skal have været den største forretning i Valdres. Denne butik er åben i sommerferien og før jul.

## Seværdigheder
- Reinli stavkirke
- Hedal stavkirke
- Bagn Bygdesamling, et friluftsmuseum 6 kilometer syd for Bagn
- Bautahaugen Samlinger, et friluftsmuseum i Hedalen
- Bagnsbergatn gård, krigsmindesmærke
- Sandviken husmannsplass, udstillingsgård for Bagn Bygdesamling
- Ulekjørka, sti til tomten efter den gamle stavkirke i Østre Bagn